# Kotekoppa, Kanakapura
Kotekoppa là một làng thuộc tehsil Kanakapura, huyện Ramanagara, bang Karnataka, Ấn Độ.